# Краљевски третман
Краљевски тертман (енгл. The Royal Treatment) амерички је љубавни филм из 2022. године, у режији Рика Џејкобсона, по сценарију Холи Хестер. Лора Марано глуми фризерку Изи са Менхетна, којој се пружа прилика да ради на венчању принца Томаса, којег глуми Мена Масуд.
Након што га је Netflix приказао 20. јануара 2022. године, Краљевски третман је постао најгледанији филм седмице. Међутим, добио је негативне критике. Већина глумаца је са Новог Зеланда, где је филм и сниман.

## Радња
Њујоршка фризерка Изи прихвата посао на венчању шармантног принца, али кад између њих почну да лете варнице, хоће ли победити професионалност... или љубав?

## Улоге
| Глумац                 | Улога          |
| ---------------------- | -------------- |
| Лора Марано            | Изабела „Изи”  |
| Мена Масуд             | принц Томас    |
| Челси Престон Крејфорд | Дестини        |
| Грејс Бентли Цибуа     | Лола           |
| Камерон Роудс          | Волтер         |
| Џеј Сајмон             | Даг            |
| Сонја Греј             | мадам Фабре    |
| Елизабет Хоторн        | Нона           |
| Аманда Билинг          | Валентина      |
| Џејмс Гејлин           | Нејт           |
| Пол Норел              | краљ Џон       |
| Тијула Блејкли         | краљица Кетрин |
| Жак Дру                | Рут Ламот      |
| Феникс Коноли          | Лорен Ламот    |
| Метју Е. Морган        | Бади Ламот     |